# Minority SafePack
Пакет для безопасности меньшинств — миллион подписей за разнообразие в Европе или Спасательный пакет для меньшинств (англ. Minority SafePack — one million signatures for diversity in Europe) — актуальная Европейская гражданская инициатива о правах национальных и языковых меньшинств в Евросоюзе, проводимая при поддержке FUEN.

## Содержание
Предложения инициативы, зарегистрированные Еврокомиссией, обобщены авторами следующим образом:)
- Принятие рекомендации ЕС о защите и поощрении культурного и языкового разнообразия,
- Программы финансирования для малых языковых общин,
- Создание Центра языкового разнообразия,
- Включение защиты нацменьшинств и поощрения культурного и языкового разнообразия в цели фондов ЕС по региональному развитию,
- Исследования добавочной стоимости, вносимой меньшинствами в общества и Европу,
- Приближение к равным правам для меньшинств, затронутых отсутствием гражданства, например, ромов,
- Единое европейское законодательство об авторском праве для получения услуг и вещания на родном языке,
- Свобода предоставления услуг и приёма аудиовизуального контента в регионах, населённых меньшинствами,
- Разрешение регионам и государствам предоставлять субсидии на культуру, СМИ и сохранение культурного наследия меньшинств.

Два предложения, отклонённые Еврокомиссией:
- Принятие директивы, постановления или решения для укрепления позиций граждан, принадлежащих к нацменьшинствам, в ЕС, с целью учёта их легитимных интересов при выборах Европарламента;
- Меры по борьбе с дискриминацией и поощрению равного обращения, в том числе для нацменьшинств, в частности, посредством пересмотра действующих директив Совета о равном обращении.

## Судопроизводство и регистрация инициативы
Еврокомиссия в 2013 году отказалась регистрировать предложенную инициативу. Авторы, среди которых был Валентин Инцко, обжаловали отказ в суде, где их поддержала Венгрия, а Еврокомиссию — Словакия и Румыния. Европейский суд общей юрисдикции в феврале 2017 года отменил решение Еврокомиссии. В марте 2017 года Еврокомиссия решила запустить сбор подписей под 9 из 11 предложений, изначально включённых в инициативу.
Вслед за этим в суд обратилась Румыния, требуя отменить решение о регистрации инициативы. Европейский суд общей юрисдикции в сентябре 2019 года оставил решение Еврокомиссии в силе.

## Сбор подписей
Сбор подписей начался 3 апреля 2017 года и продлилась до 3 апреля 2018 года. Предусмотрены возможности подписаться как онлайн, так и на бумажных бланках.
Под инициативой подписались онлайн 771 089 граждан ЕС (общесоюзное пороговое значение для суммы бумажных и электронных подписей — 1 000 000). Страновой порог достигнут онлайн-подписями в девяти при необходимых семи государствах — в Румынии, Венгрии, Латвии, Испании, Дании, Словакии, Литве, Хорватии и Словении.
По сообщению FUEN от 4 апреля 2018 года, в сумме онлайн и офлайн было собрано более 1,2 миллиона подписей, и страновой порог преодолён в 11 странах: Румынии, Венгрии, Латвии, Испании, Дании, Словакии, Литве, Хорватии, Болгарии, Словении и Италии. 25 июля было подтверждено, что годными признаны более 1,1 млн подписей.
Инициативу поддержали парламенты Страны Басков и Наварры, а также еврорегион Тироль—Южный Тироль—Трентино; приглашение её подписать было опубликовано на портале парламента немецкоязычного сообщества Бельгии. По сообщению FUEN, поддержку ей выразил также президент Европарламента и парламент Венгрии.

## Признание и рассмотрение инициативы
Проект Minority SafePack вошёл в шорт-лист премии «Innovation in Politics» за 2020 год в категории «Права человека».
15 октября 2020 года состоялись слушания по инициативе в Европарламенте.
В ноябре 2020 года поддержку инициативе единогласно выразил бундестаг ФРГ. 17 декабря 2020 года Европарламент и нижняя палата парламента Нидерландов приняли резолюции в поддержку инициативы.
14 января 2021 года Еврокомиссия решила не выдвигать законодательных предложений по инициативе. Парламент нидерландской провинции Фрисландия единогласно осудил решение Еврокомиссии.